# Provincia Kunar
Provincia Kunar (paștună: کونړ‎;persană: کنر‎) este una dintre provinciile Afganistanului. Este localizată în partea nord-estică, la frontiera cu statul Pakistan. Capitala sa este orașul Asadabad.